# Берман, Павел Лазаревич
Па́вел Ла́заревич Бе́рман (род. 13 января 1970, Москва, СССР) — итальянский скрипач и дирижёр, лауреат международных конкурсов.

## Биография
Родился в Москве. Отец — пианист Лазарь Наумович Берман, мать — пианистка Валентина Викторовна Берман (урождённая Седова).
Получил музыкальное образование в центральной музыкальной школе по классу скрипки, в Московской Консерватории и школе Джульярде (США). Ученик Игоря Безродного, Дороти Делэй и Исаака Стерна. С 1990 года жил с родителями в Италии. После победы на конкурсе скрипачей в Индианаполисе (первая премия и золотая медаль в 1990 году) получил международную известность. В 1992 году продолжил обучение в Джулиардской школе в Нью-Йорке. Выступает с концертами в Европе, США, Японии и России (с 1997 года также, как дирижёр).
Выступал в качестве солиста (дирижёра) с многими известными оркестрами: «Виртуозы Москвы», «Виртуозы Италии», камерный оркестр Мантуи, оркестр Гайдна из Больцано, симфонический оркестр Тосканини из Пармы, симфонический оркестр Вероны, оркестр театра Генуи, национальный симфонический оркестр Итальянского радио, оркестр венецианского театра Ла Фениче, оркестр Национальной академии Санта-Чечилия, Московский симфонический оркестр, оркестр Пражской филармонии, Пражский симфонический оркестр, национальный оркестр Радио Румынии, Национальный симфонический оркестр Португалии, Королевский ливерпульский филармонический оркестр, оркестр театра Лиссабона, филармонический оркестр Вюртемберга, Саксонская государственная капелла в Дрездене, Берлинский симфонический оркестр, Литовский национальный симфонический оркестр, Индианаполисский симфонический оркестр, Симфонический оркестр Атланты, Далласский симфонический оркестр, оркестр китайской филармонии и др.
Выступал во многих концертных залах мира: Карнеги-холл, Театр Елисейских Полей, Концертный зал Плейель, Концертный зал Мюнхенской резиденции, Национальная аудитория музыки в Мадриде, Концертный зал «Бунка Каикан» в Токио, Театр Ла Скала в Милане, Дворец искусств в Брюсселе и др.
Основал Каунасский симфонический оркестр в Литве (1998), являясь его музыкальным директором и дирижёром в течение нескольких лет. Преподаёт в консерватории Лугано.

## Интересный факт
Павел Берман послужил прототипом героя романа Павла Санаева «Хроники Раздолбая Архивная копия от 9 февраля 2018 на Wayback Machine» — скрипача Миши Мороза.